# 마르크앙투안 샤르팡티에

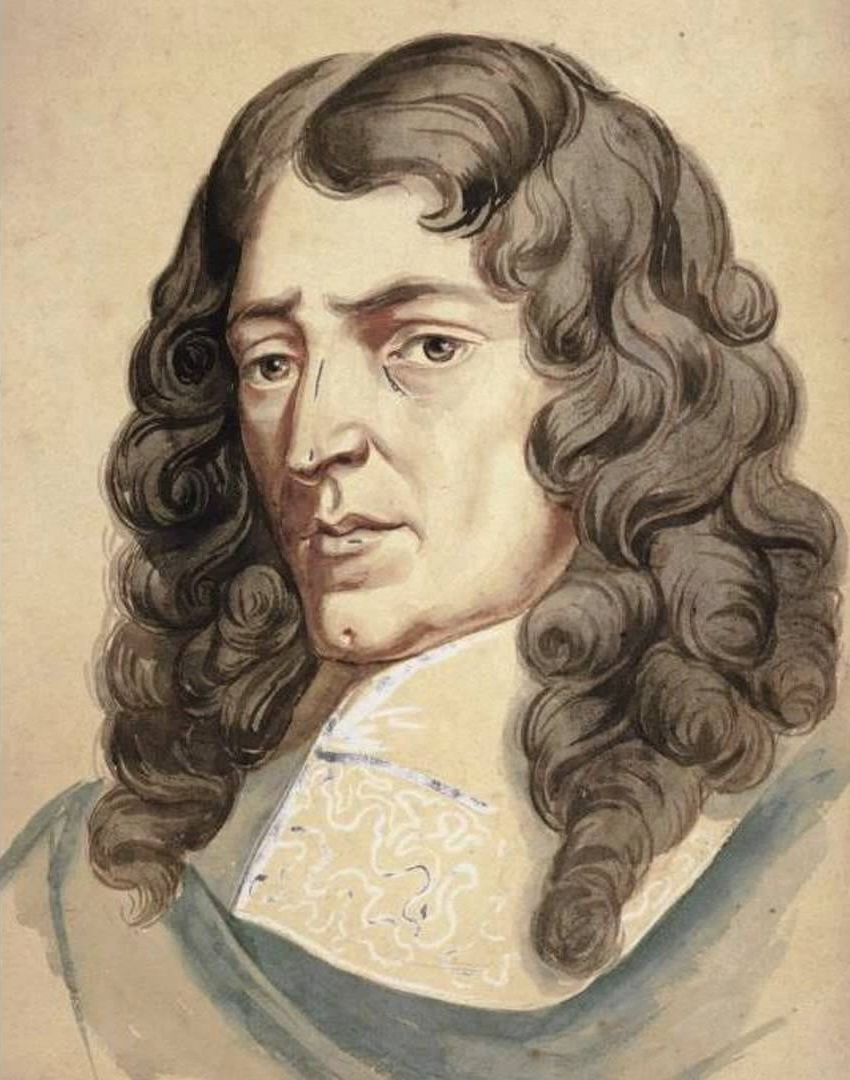
마르크앙투안 샤르팡티에

마르크앙투안 샤르팡티에(Marc-Antoine Charpentier, 1643년~1704년 2월 24일)는 프랑스의 작곡가이다. 랄랑드와 비견되는 17세기 후반의 프랑스 종교 음악가인 동시에 몰리에르나 코르네유 등과 협력을 하여 코메디 프랑세즈를 위한 음악을 작곡하였고 오페라《메데》(1693)로 갈채를 받았다. 이탈리아에서 카리시미에게 사사하였을 뿐이나 륄리의 사망 후 이탈리아풍 부활의 움직임에 큰 역할을 하였다고 한다. 만년은 교육과 종교음악 활동에 전념하였으며 100곡이 넘는 모테토 외에 많은 종교 음악이 있으나 그 가운데에서도 힘찬 표현을 보이는 24곡의 《성스러운 이야기》는 카리시미의 오라토리오를 프랑스에 이입(移入)한 것으로서 주목할 만하다.